# Padda
Padda is een geslacht van zangvogels uit de familie prachtvinken (Estrildidae).

## Soorten
Het geslacht kent de volgende soorten:
- Padda fuscata  – Bruine rijstvogel
- Padda oryzivora  – Rijstvogel